# Pseudoips prasinana
Pseudoips prasinana là một loài bướm đêm thuộc họ Nolidae. Nó được tìm thấy ở châu Âu.

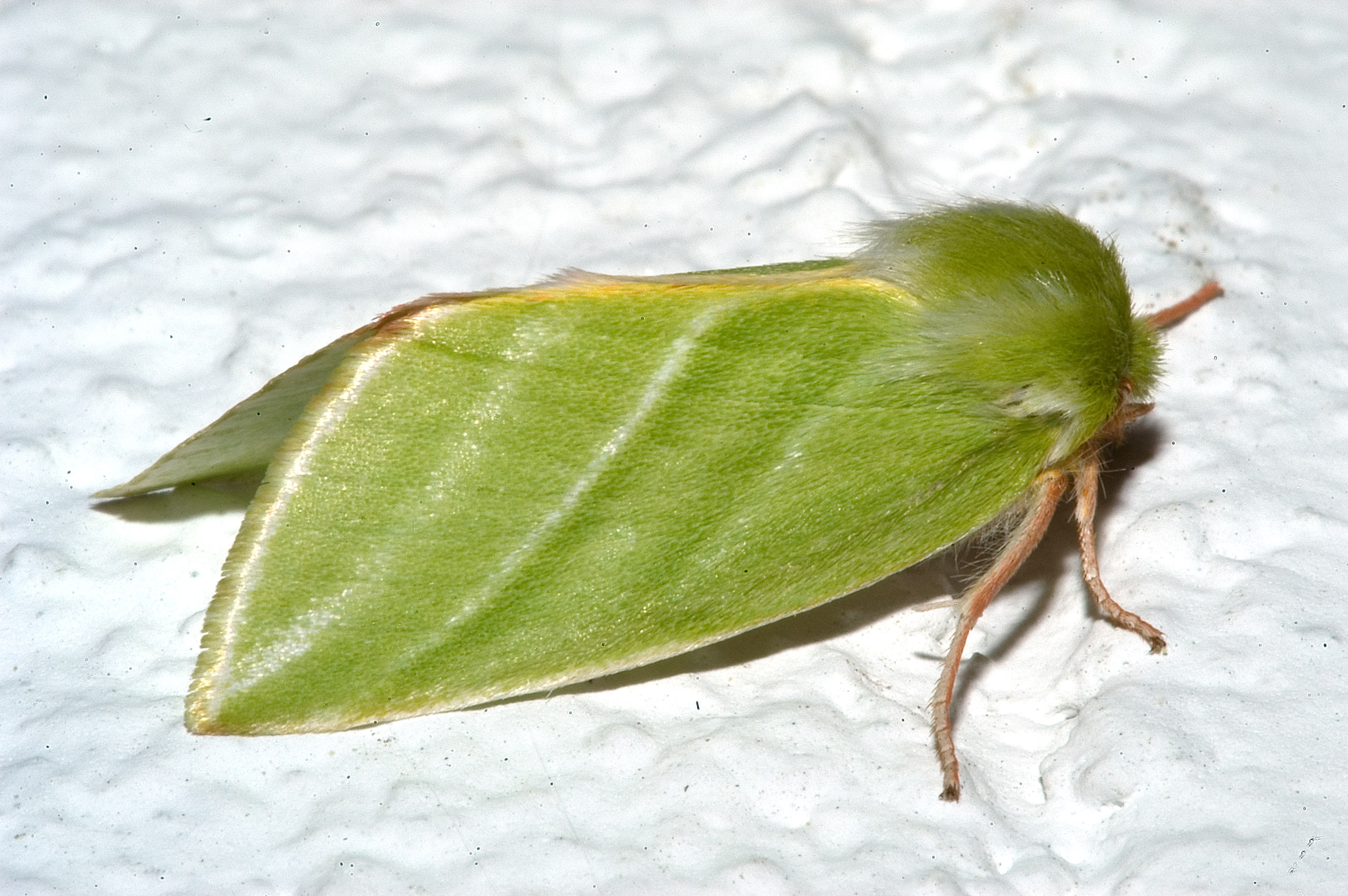

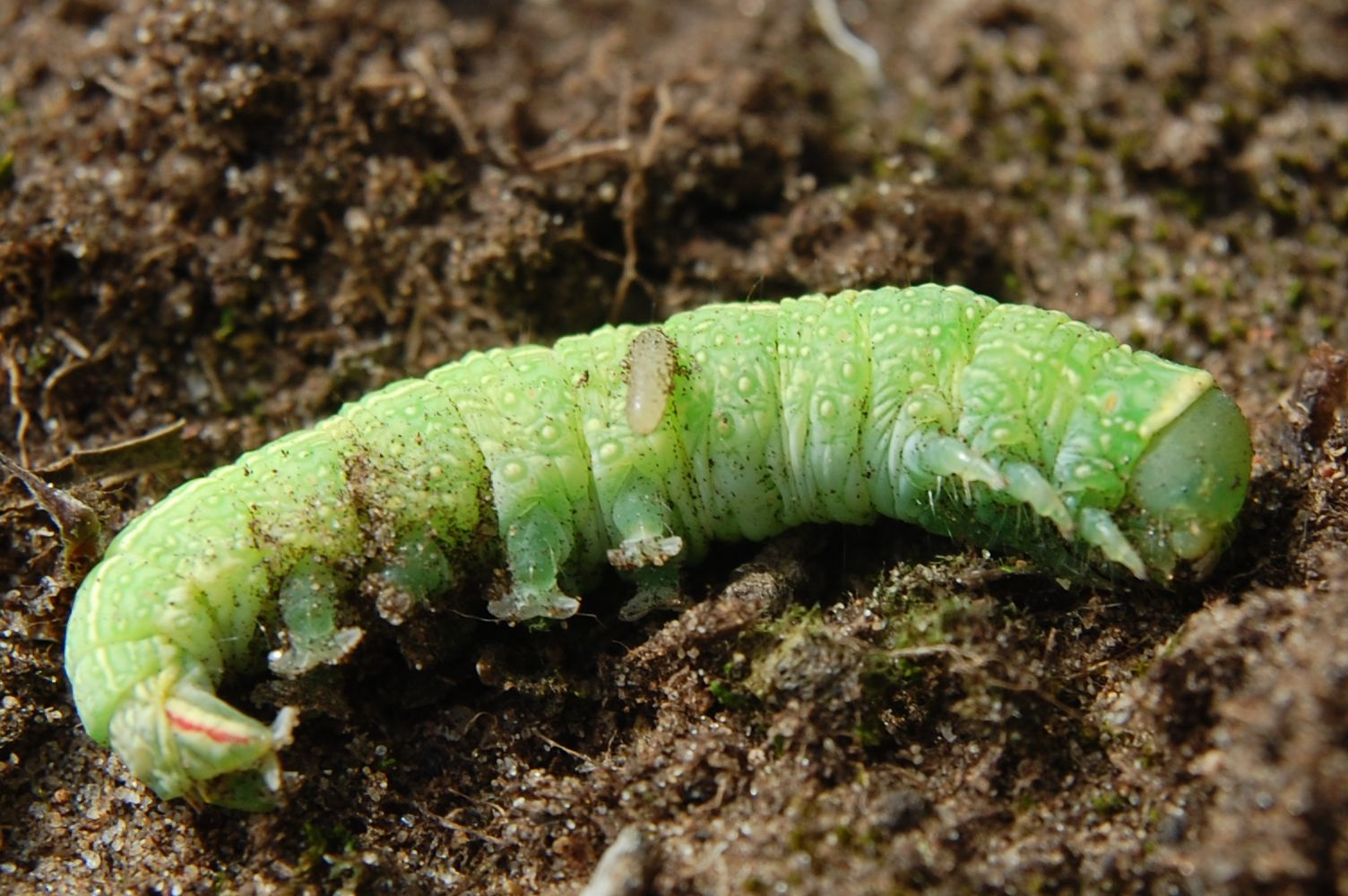
Sâu bướm

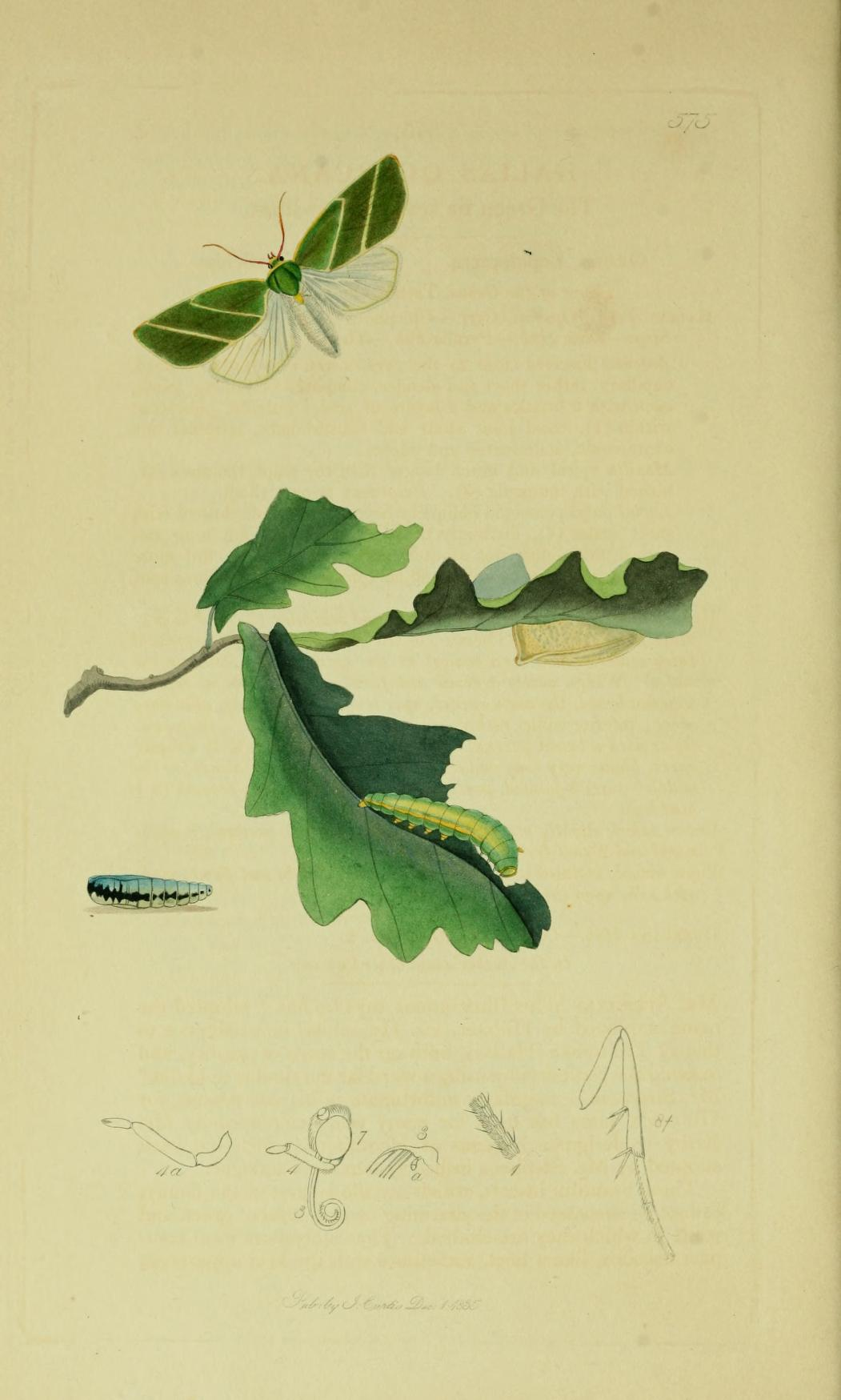
Minh họa từ John Curtis's British Entomology Volume 6

Sải cánh dài 30–35 mm. Con trưởng thành bay từ tháng 6 đến tháng 7 tùy theo địa điểm.
Ấu trùng ăn Oak và Birch.

## Hình ảnh

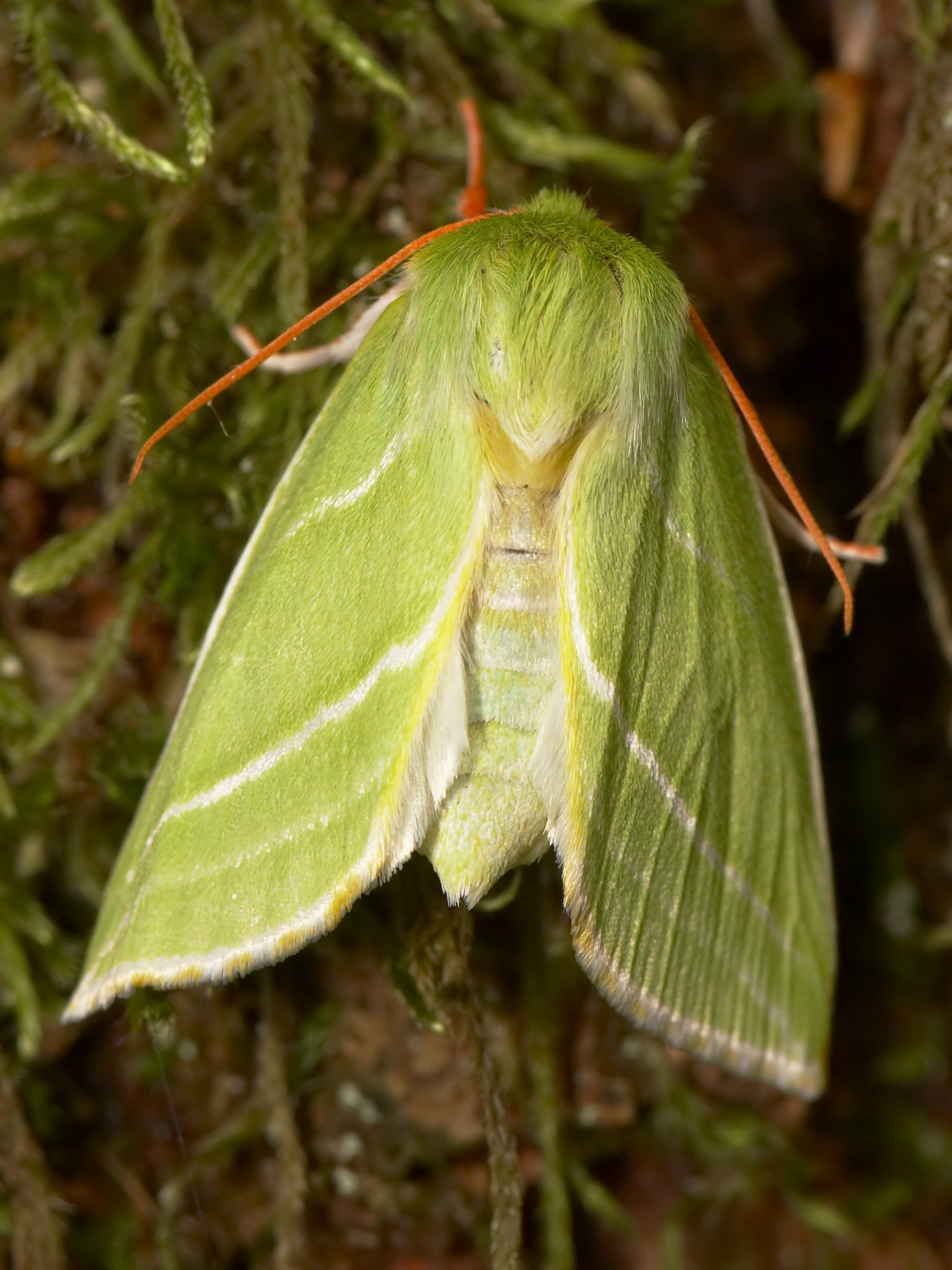
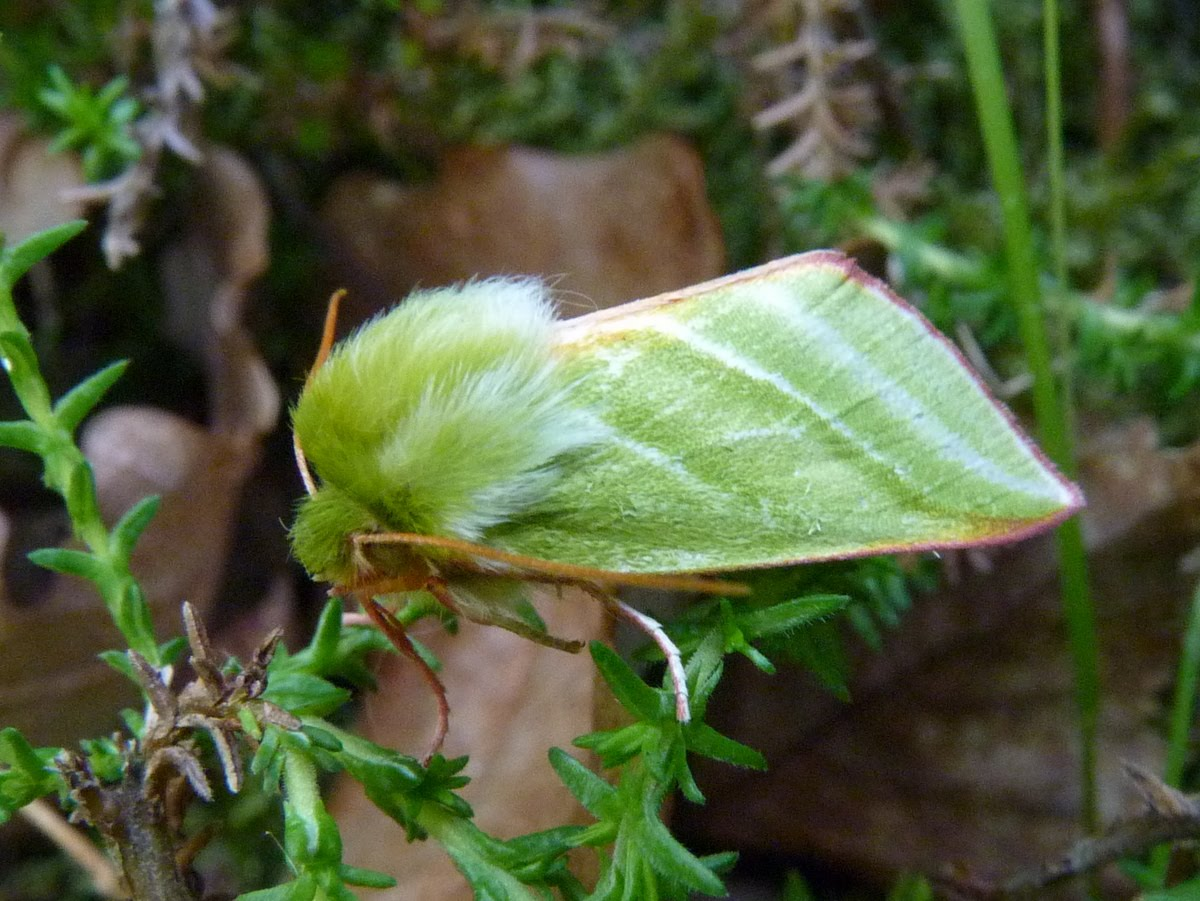
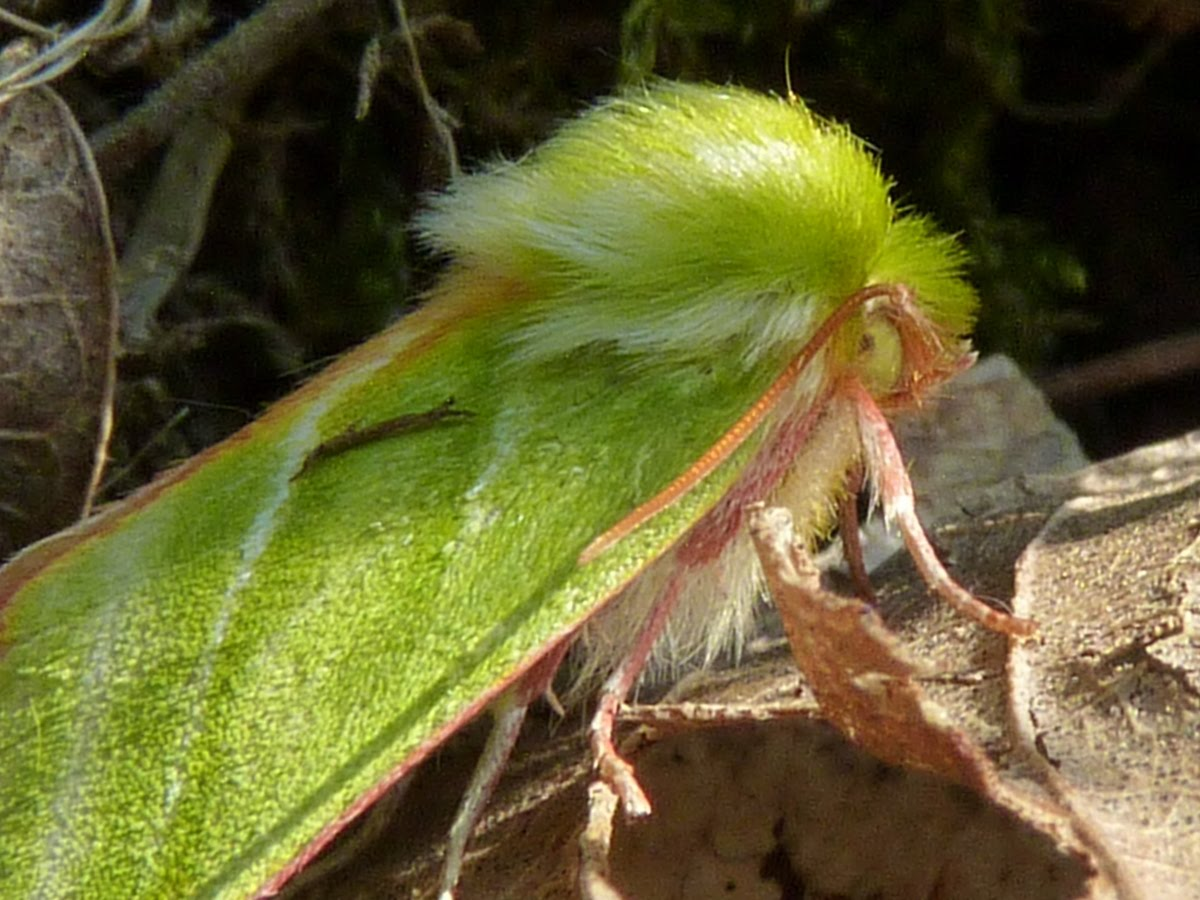
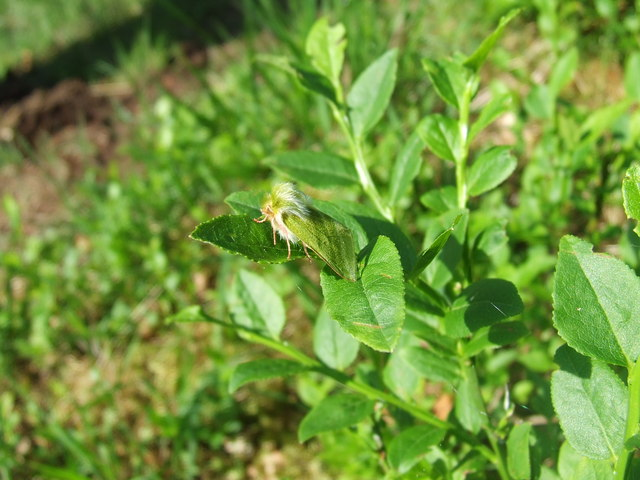